# Football Manager 2007
Football manager 2007 è un videogioco manageriale di calcio prodotto dalla SEGA.
Il gioco consiste nel creare un allenatore per la squadra scelta dall'utente, l'obiettivo principale è quello di portarla sulla vetta del mondo calcistico.
È un prodotto che porta l'utente a svolgere solo il lavoro di manager e non di giocatore.
Football Manager si basa su un database enorme,  che comprende campionati che vanno dai più prestigiosi, come quello italiano, inglese, spagnolo, francese, a quelli più sconosciuti, come quello indonesiano, cinese, australiano; questa grande disponibilità di campionati è opzionabile nel momento in cui si inizia una nuova partita.
Rispetto alla serie di Football Manager, ci sono molte novità riguardanti il gameplay e l'interfaccia grafica. Quest'ultima è resa tale da rendere più rapido il movimento tra i menu di gioco per gli utenti delle console. Per quanto riguarda le caratteristiche di gioco, da citare l'introduzione delle squadre affiliate e satellite, un migliore meccanismo di gestione dei giovani, un nuovo sistema di scout più realistico e maggiori possibilità per interagire con la propria squadra e i propri giocatori.
Il gioco è aggiornato alle ultime novità di mercato e alla situazione dei campionati di tutto il mondo, compresi i verdetti di Calciopoli.